# Kybos jacinta
Kybos jacinta är en insektsart som först beskrevs av Delong och Davidson 1936.  Kybos jacinta ingår i släktet Kybos och familjen dvärgstritar. Inga underarter finns listade i Catalogue of Life.